# Bulakan (Cibeber)
Bulakan is een bestuurslaag in het regentschap Cilegon van de provincie Banten, Indonesië. Bulakan telt 4113 inwoners (volkstelling 2010).